# ATCvet kod QP51
ATCvet code QP51 Antiprotozoici su terapeutska podgrupa sistema za anatomsko terapeutsko hemijsku klasifikaciju za veterinarske medicinske proizvode. Ovaj sistem alfanumeričkih kodova je razvio  za klasifikaciju lekova i drugih medicinskih proizvoda za veterinarsku upotrebu.  Podgrupa QP51 je deo anatomske grupe QP Antiparazitni proizvodi, insekticidi i sredstva za zaštitu od insekata.
Nacionalna izdanja ATC klasifikacije mogu da obuhvataju dodatne kodove koji nisu prisutni na ovoj listi.

## Agensi protiv protozoalnih bolesti

###QP51AA Nitroimidazolniderivati
Metronidazol
 Tinidazol
 Ornidazol
 Azanidazol
 Propenidazol
 Nimorazol
 Dimetridazol
 Ronidazol
 Karnidazol
 Ipronidazol

### Jedinjenjaantimona
Meglumin antimonat
 Natrijum stiboglukonat

### Nitrofuranskiderivati
Nifurtimoks
 Nitrofural

### Jedinjenjaarsenika
Arstinol
 Difetarson
 Glikobiarsol
 Melarsoprol
 Acetarsol
 Melarsamin
 Glikobiarsol, kombinacije

###QP51AE Karbanilidi
Imidokarb
 Suramin natrijum
 Nikarbazin

###QP51AF Aromatičnidiamidini
Diminazen
 Pentamidin
 Fenamidin

###QP51AG Sulfonamidi, čisti i u kombinacijama
Sulfadimidin
 Sulfadimetoksin
Sulfahinoksalin
 Sulfaklozin
 Kombinacije sulfonamida
 Sulfahinoksalin, kombinacije

### Piranii hidropirani
Salinomicin
 Lasalocid
 Monensin
 Narasin
 Narasin, kombinacije

###QP51AJ Triazini
Toltrazuril
 Klazuril
 Diklazuril
 Ponazuril

### Drugi antiprotozoalni agensi
Hiniofon
 Emetin
 Fanhinon
 Mepakrin
 Nifursol
 Homidijum
 Diminazen
 Halofuginon
 Amprolikum
 Maduramicin
 Arprinocid
 Dinitolmid
 Robenidin
 Dekohinat
 Aminonitrotiazol
 Etopabat
 Diaveridin
 Izometamidijum
 Hinapiramin
 Parvakvon
 Buparvakvon
 Fumagilin
 Domperidon
 Kombinacije drugih protozoalni agenasa
 Amprolijum, kombinacije

## Agensi protivkokcidioze– opciona klasifikacija
Prazna grupa

## Agensi protivamebijazeihistomonijaze– opciona klasifikacija
Prazna grupa

## Agensi protivlišmaniozeitripanozomoze– opciona klasifikacija
Prazna grupa

## Agensi protivbabesiozeitelerioze– opciona klasifikacija
Prazna grupa

## Drugi antiprotozoalni agensi – opciona klasifikacija
Prazna grupa